# Ducado de Antioquia
O Ducado de Antioquia foi um território bizantino governado por um duque (dux) nomeado por e sob a autoridade do imperador. Foi fundado em 969 após a reconquista de Antioquia pelas tropas imperiais e existiu até dezembro de 1084, quando Solimão I (r. 1077–1086), do Sultanato de Rum, conquista a capital ducal.

## História
O Ducado de Antioquia foi criado em outubro de 969, logo após a reconquista de Antioquia pelas tropas imperiais, e seu primeiro duque foi Eustácio Maleíno, nomeado pelo imperador Nicéforo II Focas (r. 963–969), que exerceu ofício até o ano seguinte. Sob a jurisdição do duque estavam todos os temas da Cilícia e Síria ao sul. Dentre eles estava o Tema de Tarso, com um efetivo de cavalaria, bem como outros que talvez também possuíam exércitos compostos por cavaleiros.
Em 976, ano da ascensão de Basílio II Bulgaróctono (r. 976–1025), Miguel Burtzes, o reconquistador Antioquia, foi nomeado duque. Exerceu ofício por apenas alguns meses, até aliar-se com Bardas Esclero que estava em revolta contra a autoridade de Basílio. Em 989, Burtzes novamente foi nomeado como duque, função que exerce até 995, quando é removido pelas contínuas derrotas diante da investida árabe, especialmente na Batalha do Orontes. O próximo duque foi Damião Dalasseno, que exerceu função até 19 de julho de 998, quando foi derrotado e morto por tropas fatímidas na Batalha de Apameia.
Com a morte de Damião, Nicéforo Urano, um general que fez carreira contra o Primeiro Império Búlgaro, foi nomeado para o posto de duque de Antioquia. Ao lado de Basílio, realizou uma série de expedições militares com o intuito de apaziguar a província, ao mesmo tempo que ajudou na expansão das fronteiras imperiais em direção a Tao. Como representante imperial, adquiriu plenos poderes de comando das tropas estacionadas na fronteira leste e, segundo um selo seu, foi nomeado como "senhor do Oriente".
Após uma sucessão de duques poucos conhecidos, o próximo titular proeminente foi Constantino Dalasseno, filho de Damião Dalasseno, que ocupou o posto entre 1024-1025. Em 1055, Catacalo Cecaumeno foi nomeado para a posição, e mais tarde foi Niceforitzes (1061–1063), o futuro ministro do imperador Miguel VII Ducas (r. 1071–1078). Em 1071, após a decisiva Batalha de Manzicerta contra os turcos seljúcidas, João Tarcaniota foi nomeado como o novo governador local. Pelos próximos sete anos, Antioquia vivenciou uma série de sublevações populares, somente controladas por Isaac Comneno.
Paralelo aos problemas em Antioquia, Filareto Bracâmio revoltou-se contra a autoridade imperial e assumiu o título de imperador com a morte de Romano IV Diógenes (r. 1068–1071), que fora derrotado em Manzicerta pelos seljúcidas. Em 1078, Nicéforo III Botaniates (r. 1078–1081), cede a Filareto o ofício de duque em troca de desistir da reivindicação imperial. Ele foi o último duque de Antioquia, mantendo o posto até dezembro de 1084, quando Solimão I (r. 1077–1086), do Sultanato de Rum, conquista a capital ducal.

## Lista de titulares conhecidos
| Nome                  | Mandato                      | Nomeado por               | Notas                      | Refs               |
| --------------------- | ---------------------------- | ------------------------- | -------------------------- | ------------------ |
| Eustácio Maleíno      | 969                          | Nicéforo II Focas         |                            | [ 3 ]              |
| Miguel Burtzes        | 970                          | João I Tzimisces          |                            | [ 17 ]             |
| Miguel Burtzes        | 976                          | Basílio II Bulgaróctono   |                            | [ 5 ] [ 17 ]       |
| Culeibe               | 977                          | Basílio II Bulgaróctono   |                            | [ 17 ]             |
| Ubeidalá              | 977-após 978                 | Basílio II Bulgaróctono   |                            | [ 17 ]             |
| Leão Melisseno        | 985/986                      | Basílio II Bulgaróctono   |                            | [ 17 ]             |
| Bardas Focas          | 986-987                      | Basílio II Bulgaróctono   |                            | [ 17 ]             |
| Leão Focas            | 987-989                      | Basílio II Bulgaróctono   |                            | [ 17 ]             |
| Romano Esclero (?)    | 990-991 (?)                  | Basílio II Bulgaróctono   |                            | [ 17 ]             |
| Miguel Burtzes        | 989-995                      | Basílio II Bulgaróctono   |                            | [ 17 ]             |
| Damião Dalasseno      | 995-998                      | Basílio II Bulgaróctono   |                            | [ 17 ] [ 6 ] [ 7 ] |
| Nicéforo Urano        | 998-1007/1011                | Basílio II Bulgaróctono   |                            | [ 9 ] [ 10 ]       |
| Pancrácio             | ?                            | Basílio II Bulgaróctono   |                            | [ 17 ] [ 6 ] [ 7 ] |
| Miguel Coitonita      | 1011                         | Basílio II Bulgaróctono   |                            | [ 17 ]             |
| Constantino Dalasseno | 1024-1025                    | Basílio II Bulgaróctono   |                            | [ 17 ] [ 11 ]      |
| Miguel Espondila      | 1026-1029                    | Constantino VIII          |                            | [ 17 ]             |
| Potos Argiro          | 1029                         | Romano III Argiro         |                            | [ 17 ]             |
| Constantino Caranteno | 1029-1030                    | Romano III Argiro         |                            | [ 17 ]             |
| Nicetas de Misteia    | 1030-1032                    | Romano III Argiro         |                            | [ 17 ]             |
| Teofilacto Dalasseno  | 1032-1034 (?)                | Romano III Argiro         |                            | [ 17 ]             |
| Nicetas               | 1034                         | Miguel IV, o Paflagônio   |                            | [ 17 ]             |
| Leão                  | Após 1037                    | Miguel IV, o Paflagônio   | patrício, antípato e vesta | [ 17 ]             |
| Constantino           | 1037/1038                    | Miguel IV, o Paflagônio   |                            | [ 17 ]             |
| Basílio Pediadita     | Antes de 1041                | Miguel IV, o Paflagônio   |                            | [ 17 ]             |
| Estêvão               | Anos 1040                    | ?                         | Vestarca                   | [ 17 ]             |
| Gregório              | Anos 1040                    | ?                         | Vestarca                   | [ 17 ]             |
| Miguel Iasita         | Anos 1040                    |                           |                            | [ 18 ]             |
| Miguel Contostefano   | Anos 1050 (?)                |                           |                            | [ 18 ]             |
| Constantino Burtzes   | Antes de 1053                | Constantino IX Monômaco   |                            | [ 18 ]             |
| Romano Esclero        | 1054                         | Constantino IX Monômaco   |                            | [ 18 ]             |
| ?                     | 1054-1055                    | Constantino IX Monômaco   | Proedro                    | [ 18 ]             |
| Catacalo Cecaumeno    | Antes de setembro de 1056    | Teodora                   |                            | [ 18 ]             |
| Miguel Urano          | 1056 - verão de 1057         | Miguel VI, o Estratiótico |                            | [ 18 ]             |
| Romano Esclero        | 1057 - 1058 (?)              | Isaac I Comneno           |                            | [ 18 ]             |
| Adriano Dalasseno     | 1059                         | Isaac I Comneno           |                            | [ 19 ]             |
| Nicéforo Botaniates   | Antes de 1062 (?)            | Constantino X Ducas       |                            | [ 19 ]             |
| Niceforitzes          | 1062-1063                    | Constantino X Ducas       |                            | [ 19 ]             |
| Beck/Beckd            | 1065                         | Constantino X Ducas       |                            | [ 19 ]             |
| João                  | Reinado de Constantino X (?) | Constantino X Ducas       |                            | [ 19 ]             |
| Niceforitzes          | 1067                         | Constantino X Ducas       |                            | [ 19 ]             |
| Nicéforo Botaniates   | 1067-1068                    | Miguel VII Ducas          |                            | [ 19 ]             |
| Pedro Libelísio       | 1068-1069                    | Miguel VII Ducas          |                            | [ 19 ]             |
| Chachatur             | Entre 1068-1072              | Miguel VII Ducas          |                            | [ 19 ]             |
| José Tarcaniota       | 1072-1074                    | Miguel VII Ducas          |                            | [ 19 ]             |
| Catacalo Tarcaniota   | 1074                         | Miguel VII Ducas          | Curopalata e catepano      | [ 20 ] [ 14 ]      |
| Isaac Comneno         | 1074-1078                    | Miguel VII Ducas          |                            | [ 19 ]             |
| Miguel Mauricas       | Ca. 1078 (?)                 | Miguel VII Ducas          |                            | [ 19 ]             |
| Vasácio Palavuni      | 1078                         | Miguel VII Ducas          |                            | [ 19 ]             |
| Filareto Bracâmio     | 1078/1079-1084               | Nicéforo III Botaniates   |                            | [ 19 ]             |